# 노키아 N82

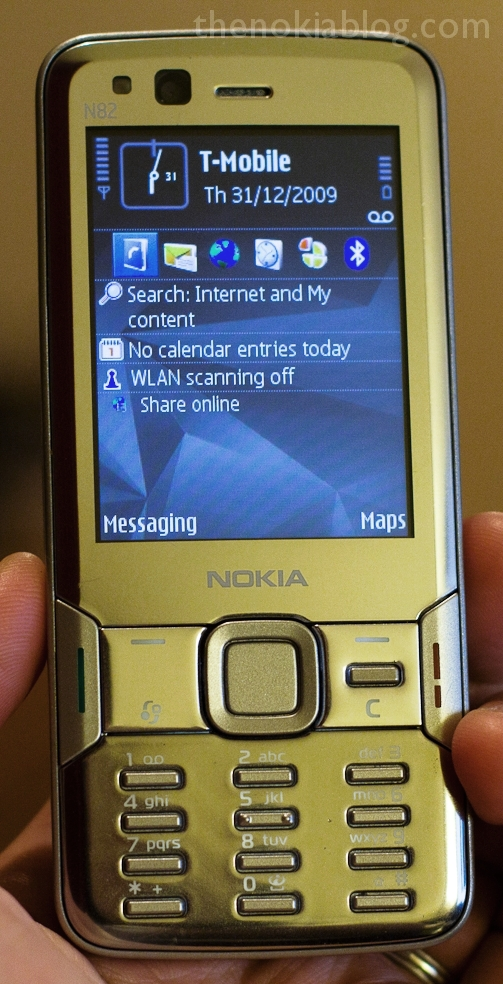
노키아 N82

노키아 N82는 노키아가 생산한 고급형 스마트폰으로, 2007년 11월 14일 회사 N시리즈 라인의 일부로 발표되었다. N82는 Symbian OS v9.2(S60 3rd Edition, FP1)를 실행한다. N82는 노키아 N95의 기능과 사양(GPS, Wi-Fi, HSDPA 포함)을 상당 부분 상속받았으며, 주요 추가 사항은 크세논 플래시이다. 당시 N82는 시장에서 가장 정교한 카메라폰 중 하나로 여겨졌다. 또한 노키아 N96 이전의 노키아 N95의 후속 제품으로 간주된다.
이전 N95와 마찬가지로 노키아 N82는 비록 많이 팔리지 않았고 전 세계적으로 출시되지 않았지만 비평가들의 호평을 받았으며 종종 최고의 Symbian 장치 중 하나로 간주된다. N82는 후속 제품이 슬라이더와 최신 터치스크린 장치를 선택함에 따라 캔디바 형태의 노키아의 마지막 고급 장치였다.
카메라폰으로서 노키아 N82는 주로 소니 에릭슨의 K800 및 K850과 경쟁한다.

## 같이 보기
- LG 뷰티